# ألكسندر مولر
ألكسندر يوهان هاينريش فريدريش مولر (بالألمانية: Alexander Johann Heinrich Friedrich Möller)؛ (26 أبريل 1903 - 2 أكتوبر، 1985). سياسي ألماني ينتمي إلى حزب الحزب الديمقراطي الاجتماعي الألماني (SPD). شغل مولر منصب وزير المالية لجمهورية ألمانيا الغربية ما بين عامي 1969 و1971.

## روابط خارجية
- ألكسندر مولر على موقع مونزينجر (الألمانية)